# Форд Медокс Форд
Форд Герман Гюффер (англ. Ford Hermann Hueffer; 17 грудня 1873, Мертон, Суррей, Англія — 26 червня 1939, Довіль, Франція), після Першої світової війни змінив ім'я на Форд Медокс Форд (англ. Ford Madox Ford) — англійський письменник, поет, літературний критик і редактор журналів. Серед його найвизначніших робіт виділяють трилогію «П'ята королева», тетралогію «Кінець параду» та роман «Хороший солдат», які увійшли до кількох списків кращих англійських романів XX століття.

## Життєпис та творчість
Старший із трьох дітей відомого музичного критика Френсіса (Франца) Гюффера, німця, який переїхав до Британії, і Кетрін Браун, дочки Форда Медокса Брауна. Інший дід Форда Йоган Герман Гюффер — німецький політик, як і дядько Альфред Гюффер, співзасновник Партії Центру.
Став публікувати свою прозу на початку 1890-х. 1894 року одружився, але шлюб був невдалим; подружжя розійшлося, але не розлучилося. Мав багато позашлюбних стосунків, зокрема з діячками мистецтва. На початку XX століття написав 3 романи у співавторстві з Джозефом Конрадом. Потім взявся за трилогію «П'ята королева», романи з Кетрін Говард у центрі сюжету. Вигаданий образ чесної, глибоко побожної дівчини, яка потрапила в лабіринт любовно-шпигунських пристрастей, мало відповідав дійсності. Частини «П'ятої королеви», опубліковані в 1906—1908 роках, здобули похвалу як зразок імпресіонізму, де вміло передано атмосферу тюдорівської доби.
1908 року заснував літературний журнал The English Review (Англійський огляд), де поряд із черговими роботами визнаних письменників на зразок Конрада чи Генрі Джеймса вперше опубліковано твори невідомих тоді Віндема Льюїса, Д. Г. Лоуренса і Нормана Дугласа. Вже 1909 року пішов із посади головного редактора свого дітища.
Продовжував писати і напередодні війни взявся за роман «Хороший солдат», опублікований 1915 року. Історію двох сімейних пар, також відому як «Хроніка пристрасті», описано від імені одного з цих чотирьох людей (ненадійного оповідача) у новаторському стилі, без дотримання хронології подій. Любовні й соціальні стосунки героїв, що закінчуються трагедією, засновані на реальних подіях особистого життя Форда, як і деякі інші його твори. Тодішня співмешканка Форда, письменниця Вайолет Гант стала прототипом дружини головного героя як цього роману, так і циклу «Кінець параду». Книга отримала вкрай високі оцінки, вважається найкращим романом Форда і входить до числа найвизначніших романів англійською.

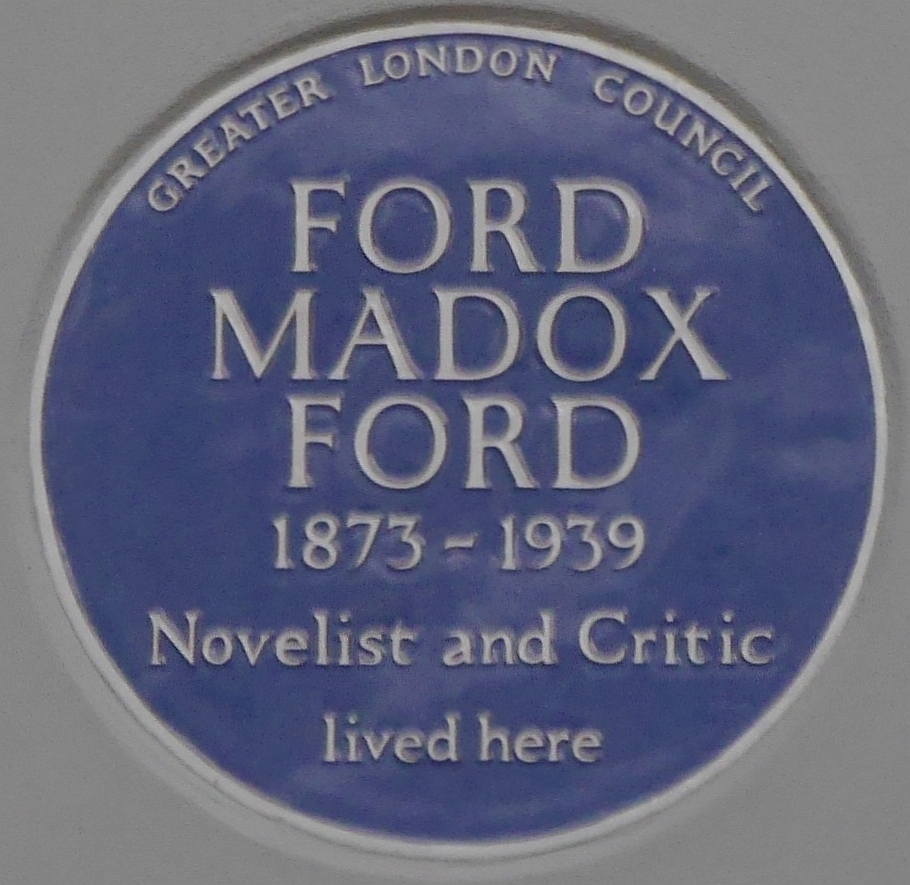
Синя табличка на честь Форда

З початком Першої світової війни Форд вступив на службу до Бюро воєнної пропаганди, де працювало багато письменників, наприклад Джон Голсуорсі та Гілберт Кіт Честертон. Лейтенанта Форда, який написав дві пропагандистські книги, влітку 1915 відправлено на фронт до Франції. У битві на Соммі отримав контузію і 1917 року його комісовано. За 2 роки, на тлі германофобії, Форд Герман Гюффер став Фордом Медоксом Фордом, взявши ім'я на честь діда. 1918 року 44-річний Форд почав жити з 24-річною художницею Стеллою Бовен, 1920 року в них народилася дочка. 1922 року вони переїхали до богемного Парижа, де Форд подружився з Джеймсом Джойсом, Ернестом Хемінгуеєм і Гертрудою Стайн, чиї твори він публікував у журналі The Transatlantic Review (Трансатлантичний огляд), який створив 1924 року. В Парижі у Форда почався роман з Джин Ріс (як її почали звати після того, як Форд порадив їй взяти псевдонім), яку він спонукав спробувати себе в прозі. Незабаром Ріс, чий чоловік перебував у в'язниці, переїхала до Форда та Бовен. Після розриву Форд та Ріс описали ці стосунки в романах.
1924 року вийшов перший роман циклу «Кінець параду», закінченого 1928 року четвертою частиною «Немає більше параду». Ця історія, також частково автобіографічна, оповідає про любовний трикутник між ортодоксальним джентльменом, його невірною дружиною та юною суфражисткою на тлі суспільної зневаги до головного героя та його участі в Першій світовій війні. Тетралогія отримала високі оцінки, її вважають другою за значущістю роботою Форда.
В останні роки життя перебрався до США, де викладав у одному з коледжів Мічигану. Продовжував писати, доки не помер у нормандському Довілі у червні 1939 року.